# Зайцы (Котелевский район)
Зайцы (укр. Зайці) — село, Николковский сельский совет, Котелевский район, Полтавская область, Украина.
Код КОАТУУ — 5322283703. Население по переписи 2001 года составляло 216 человек.

## Географическое положение
Село Зайцы находится в 2,5 км от села Ковжижа.

## История
Хутор был приписан к Успенской церкви в Рублевке
Село указано на трехверстовке Полтавской области. Военно-топографическая карта.1869 года как хутор Заячий
село Зайцы образовано после 1945 года слиянием поселений Заячий, Крутая Балка, Мартыны и Бугайское

## Экономика
- Птице-товарная ферма.